# Cristina Zumárraga Sirvent
Cristina Zumárraga Sirvent és una productora de cinema espanyola.

## Biografia
Va néixer a Madrid, on va estudiar la carrera de Filologia Anglesa en la Universitat Complutense. Va començar la seva carrera professional en la indistria audiovisual en Videospot, una productora de vídeo i televisió passant més endavant al cinema on ha realitzat nombrosos projectes com a Directora de Producció, alguns tan rellevants com Che de Steven Soderbergh, Alatriste d'Agustín Díaz Yanes, El Lobo de Miguel Courtois, Looking for Fidel d'Oliver Stone, También la lluvia d'Icíar Bollaín i Inmersión de Wim Wenders.
A més es coproductora de Room in Rome de Julio Medem, i productora executiva de 7 Días en La Habana de Benicio del Toro, Pablo Trapero, Laurent Cantet i Juan Carlos Tabío entre altres i de Thi Mai, rumbo a Vietnam de Patricia Ferreira.
Guanyadora de dos premis Goya a la millor direcció de producció per Alatriste (2007) i per También la lluvia (2011) i nominada per altres tres pel·lícules. És membre de l'Acadèmia de les Ciències Audiovisuals, del European Producers Club i de ACE Producers Network.
En 2012 va produir el llargmetratge Operación E, de Miguel Courtois, juntament amb el productor francès Ariel Zeïtoun (AJOZ Films), Farruco Castromán i Luis Tosar de Zircozine i en 2014 el documental de creació d'Icíar Bollaín En tierra extraña, tots dos estrenats al Festival Internacional de Cinema de Sant Sebastià. El 2019 va produir Lo nunca visto de l'argentina María Seresesky.